# Tigres UANL
Club de Fútbol Tigres de la Universidad Autónoma de Nuevo León (UANL) – meksykański klub piłkarski z siedzibą w mieście Monterrey, stolicy stanu Nuevo León. Występuje w rozgrywkach Liga MX. Domowe mecze rozgrywa na obiekcie Estadio Universitario.

## Osiągnięcia

### Krajowe
- Liga MX

| zwycięstwo (8):     | 1978, 1982, 2011 (A), 2015 (A), 2016 (A), 2017 (A), 2019 (C), 2023 (C) |
| drugie miejsce (6): | 1980, 2001 (I), 2003 (A), 2014 (A), 2017 (C), 2023 (A)                 |

- Copa MX

| zwycięstwo (3):     | 1976, 1996, 2014 (C) |
| drugie miejsce (1): | 1990                 |

- Campeón de Campeones

| zwycięstwo (4):     | 2016, 2017, 2018, 2023 |
| drugie miejsce (1): | 2019                   |

- Supercopa de la Liga MX

| zwycięstwo (0):     | –    |
| drugie miejsce (1): | 2024 |

- Supercopa MX

| zwycięstwo (0):     | –    |
| drugie miejsce (1): | 2014 |

- InterLiga

| zwycięstwo (2):     | 2005, 2006 |
| drugie miejsce (0): | –          |

### Międzynarodowe
- Puchar Mistrzów CONCACAF

| zwycięstwo (1):     | 2020             |
| drugie miejsce (3): | 2016, 2017, 2019 |

- Copa Libertadores

| zwycięstwo (0):     | –    |
| drugie miejsce (1): | 2015 |

- Campeones Cup

| zwycięstwo (1):     | 2023 |
| drugie miejsce (0): | –    |

- SuperLiga

| zwycięstwo (1):     | 2009 |
| drugie miejsce (0): | –    |

- Klubowe Mistrzostwa Świata

| finał (1): | 2020 |

## Historia
25 sierpnia 1960 roku przy Uniwersytecie Autonomicznym stanu Nuevo León (Universidad Autónoma de Nuevo León, UANL) został założony klub Tigres.
Do pierwszej ligi drużyna Tigres awansowała po sezonie 1973/74. Pierwszym poważnym sukcesem zespołu było zdobycie Copa México dwa lata później. W roku 1978 klub wywalczył premierowe mistrzostwo Meksyku. Drugi tytuł mistrzowski zespół z Monterrey zdobył w 1982 roku, pokonując w finale play–offów po rzutach karnych Atlante. Trzecie mistrzostwo klub zanotował w rozgrywkach Apertura 2011, kiedy to zwyciężył w dwumeczu finałowym z Santosem Laguna łącznym wynikiem 4:1 (1:0, 3:1).
Zastrzeżone numery w składzie zespołu to 7 i 12, pierwszy z nich na rzecz wybitnego peruwiańskiego pomocnika Gerónimo Barbadillo, grającego w zespole w latach 1976–1982, natomiast drugi w hołdzie kibicom, często nazywanym „dwunastym zawodnikiem zespołu”.
Największym rywalem Tigres jest lokalny rywal CF Monterrey. Derby miasta Monterrey, zwane Clásico Regiomontano, są jednymi z najbardziej prestiżowych w całym Meksyku.

## Aktualny skład
Stan na 29 kwietnia 2025.
| Nr | Poz. | Piłkarz                      |
| -- | ---- | ---------------------------- |
| 1  | BR   | Nahuel Guzmán                |
| 2  | OB   | Joaquim                      |
| 4  | OB   | Juan José Purata             |
| 5  | PO   | Rafael Carioca               |
| 6  | PO   | Juan Pablo Vigón             |
| 8  | PO   | Fernando Gorriarán (kapitan) |
| 9  | NA   | Nicolás Ibáñez               |
| 10 | NA   | André-Pierre Gignac          |
| 11 | PO   | Juan Brunetta                |
| 13 | OB   | Diego Reyes                  |
| 14 | OB   | Jesús Garza                  |
| 15 | OB   | Eduardo Tercero              |
| 16 | NA   | Diego Lainez                 |
| 17 | PO   | Sebastián Córdova            |
| 18 | PO   | David Ayala                  |

| Nr | Poz. | Piłkarz            |
| -- | ---- | ------------------ |
| 20 | OB   | Javier Aquino      |
| 22 | NA   | Uriel Antuna       |
| 23 | PO   | Rômulo             |
| 24 | PO   | Marcelo Flores     |
| 25 | BR   | Felipe Rodríguez   |
| 27 | OB   | Jesús Angulo       |
| 28 | OB   | Fernando Ordóñez   |
| 29 | NA   | Ozziel Herrera     |
| 30 | NA   | Raymundo Fulgencio |
| 31 | BR   | Fernando Tapia     |
| 32 | OB   | Vladimir Loroña    |
| 33 | OB   | Rafael Guerrero    |
| 34 | PO   | Bernardo Parra     |
| 35 | OB   | Osvaldo Rodríguez  |